# 林檎の花
「林檎の花」（りんごのはな）は、槇原敬之の41枚目のシングル。2011年3月11日発売。発売元はBuppuレーベル。

## 概要
約1年4ヶ月ぶりのシングル。2010年設立した自主レーベル「Buppu レーベル」第1弾。販売元は宝島社のグループ企業である宝島ワンダーネット。
タイトル曲は、JR東日本の東北新幹線新青森駅開業キャンペーン「MY FIRST AOMORI」タイアップ曲。2010年9月より全国でオンエア。槇原がキャンペーンのため書き下ろした。同年12月8日より音楽配信がスタートした。
カップリングは1997年のシングル「素直」を、アレンジした2011版。オリジナル版は表題曲と同じく「MY FIRST AOMORI」のキャンペーンソング。発表当時は『素直（再録）』と表記され 。2013年2月1日から2月15日まで、テレビ東京で放送されるインフォマーシャル『Friend-Ship Project　～30年目の結婚式～』のテーマソングに起用。
本作はコンビニエンスストアのサークルK、サンクスおよび通販サイトのときめきドットコムにて購入特典付（1.特別編集MV（黒木ユタカによるミュージック・ビデオ）ストリーミング映像配信(携帯版1分・PC版5分)、2.シリアル番号入プレミアムカード【Buppuレーベル第1号】3.MVイラスト付ブックレット）で限定独占販売。MV配信は4月30日までの限定配信予定だったが、好評につき6月30日まで延長。配信終了後の7月27日発売アルバム『Heart to Heart』初回限定盤同梱DVDに収録。

## 収録曲
全作詞・作曲・編曲: 槇原敬之
1. 林檎の花
2. 素直 2011 Version
3. 林檎の花 instrumental